# Delovi
Delovi är en ort i Kroatien.   Den ligger i länet Koprivnica-Križevcis län, i den nordöstra delen av landet, 80 km öster om huvudstaden Zagreb. Delovi ligger 125 meter över havet och antalet invånare är 250.
Terrängen runt Delovi är huvudsakligen platt, men västerut är den kuperad. Runt Delovi är det ganska glesbefolkat, med 32 invånare per kvadratkilometer. Närmaste större samhälle är Koprivnica, 11,7 km nordväst om Delovi. Trakten runt Delovi består till största delen av jordbruksmark.